# Masako (imię)
Masako (jap. まさこ, マサコ) – żeńskie imię japońskie. 

## Znane osoby
- Masako Chiba (真子), japońska biegaczka długodystansowa
- Masako Hozumi (雅子), japońska panczenistka
- Masako Hōjō (政子), żona pierwszego sioguna Japonii
- Masako Ikeda (昌子), japońska seiyū
- Masako Ishida (正子), japońska biegaczka narciarska
- Masako Katō (雅子), japońska łyżwiarka figurowa
- Masako Katsuki (真沙子), japońska seiyū
- Masako Miura (雅子), japońska seiyū
- Masako Mori (雅子), japońska polityk
- Masako Nozawa (雅子), japońska seiyū
- Masako Owada (雅子), cesarzowa Japonii
- Masako Ōkawara (雅子), japońska polityk
- Masako Sugaya (政子), japońska seiyū
- Masako Shinpo (正子), japońska lekkoatletka, oszczepniczka
- Masako Watanabe (まさこ), japońska mangaka

## Fikcyjne postacie
- Masako Yoshii (正子), bohaterka mangi i anime Bunny Drop